# Iyomante
Iyomante (jap. イオマンテ, イオマンデ  iomante, iomande; odsyłać, zabić zwierzę w ofierze) – ajnuski rytuał, wiążący się z wierzeniami Ajnów na temat podziału świata na świat ludzi (ainu mosir, ainu-moshiri), obejmujący „istoty żyjące” (żywe i nieożywione) oraz świat duchów (kamuj mosir, kamui-moshir, niebo) obejmujący bogów oraz duchy przodków.

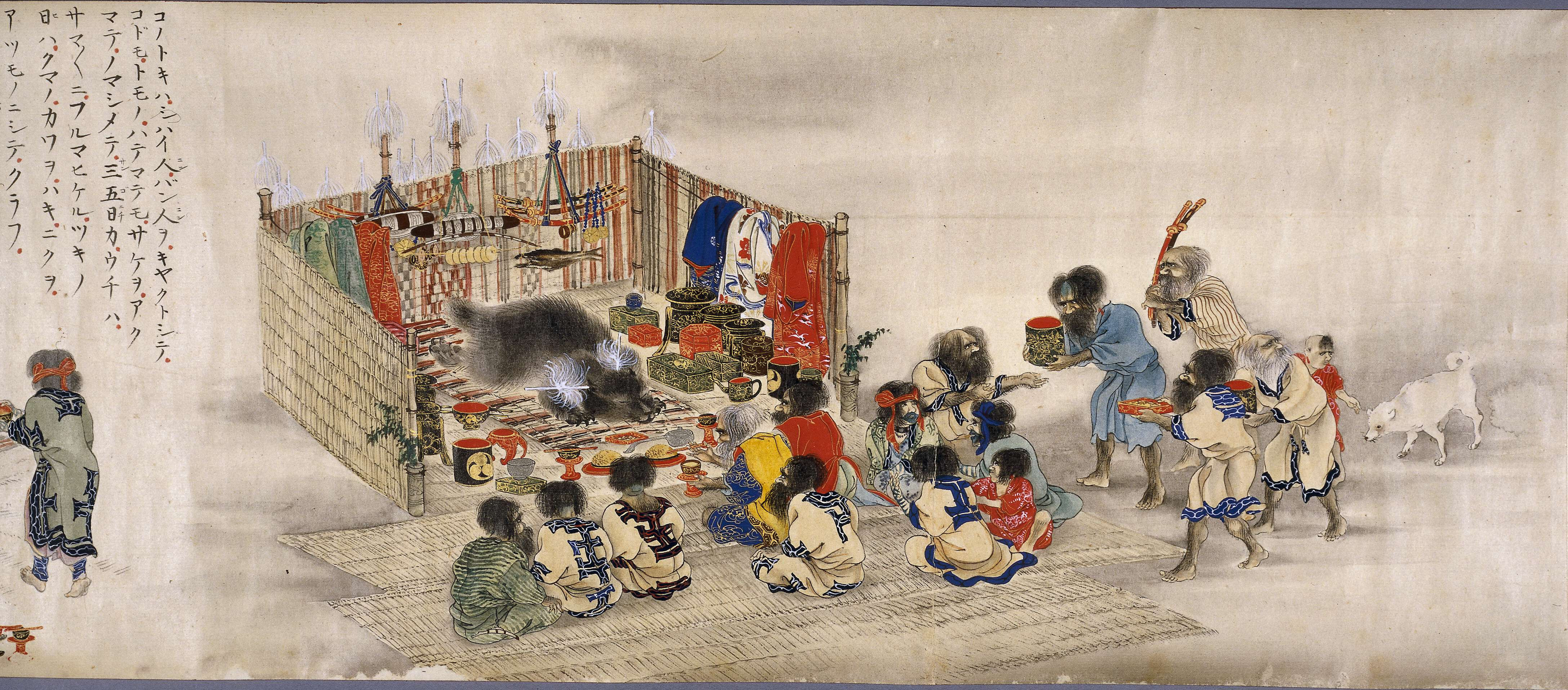
Iyomante

Wiara w taki podział świata przejawia się w przekonaniu Ajnów o tym, że świat ludzi kontrolowany jest przez istoty ze świata duchów.
Ajnowie bardzo szanowali niedźwiedzie ze względu na ich siłę. Wierzyli, że gdy zabijają niedźwiedzia, to uwalniają jego ducha (a zabierają jedynie jego dary w postaci mięsa, skóry i tłuszczu), który może wrócić do swojego świata, świata duchów. Aby to uczynić, Ajnowie odprawiali rytuał iyomante. Wierzyli również, że gdy duch niedźwiedzia odpocznie w swojej krainie, to powróci do świata ludzi.
Rytuał rozpoczynał się pod koniec zimy, kiedy Ajnowie łapali młodego niedźwiedzia i zamykali go w dużej klatce w swojej wiosce. Dobrze go traktowali i odżywiali. Sama ceremonia iyomante odbywała się wczesną jesienią. Przyodziany w szaty i klejnoty niedźwiedź był oprowadzany po całej arenie ceremonialnej, gdzie pokazywano mu różne przedmioty (miecze, kołczany). Na ceremonię przygotowywano wiele potraw i napojów, bowiem przybywało na nią wiele osób z okolicy. Podczas modłów oraz pokazów zabijano niedźwiedzia strzałami. Ajnowie strzelali do niedźwiedzia tępymi strzałami przyozdobionymi podobnie jak inau (aby nie uszkodzić skóry), a po chwili człowiek, w którego zagrodzie przetrzymywany był niedźwiedź oraz który go upolował, przebijał mu strzałą serce. Następnie zwierzę duszono belką, a potem obdzierano ze skóry i odcinano głowę, którą nabijano na pal (nusa). Czasami starszyzna wypijała krew niedźwiedzia, jednak częściej rozlewano ją nad chorymi, wierząc, że duch pozwoli im szybko wrócić do zdrowia. Na zakończenie ceremonii wystrzeliwano użyte wcześniej strzały w stronę krainy bogów, aby tym samym wskazać drogę duchowi niedźwiedzia.
Ceremonia iyomante była jedną z najważniejszych wśród ajnoskich rytuałów. Na Hokkaido nie odbywają się już tego rodzaju ceremonie. Zostały zakazane przez rząd japoński.
Kult niedźwiedzia widoczny jest również w tradycji rzeźbienia figurek niedźwiedzia w drewnie na okazje właśnie tej ceremonii, ale nie tylko. Pierwotnie służyły one celom religijnym, jednak od lat 20. XX wieku zaczęto je wytwarzać na większą skalę jako pamiątki z Hokkaido, co pozwalało na uzyskiwanie skromnych zysków od turystów.